# Omsk oblast
Omsk oblast (russisk: О́мская о́бласть, tr. Omskaja oblast) er en af 46 oblaster i Den Russiske Føderation. Oblasten har et areal på 141.140 km² og 1.805.806 (2025) indbyggere. Det administrative center i oblasten er placeret i byen Omsk med 1.101.367 (2025) indbyggere. Omsk er den største by i oblasten med mere end halvdelen af indbyggerne. Den næststørste by i oblasten er Tara (russisk: Тара) med 26.874 (2025) indbyggere.

## Geografi
Oblasten ligger i Sibiriske føderale distrikt i den sydvestlige del af asiatisk Rusland på den Vestsibiriske slette. Geografien i oblasten er domineret af Irtysj og dens større bifloder, Isjím, Om, Osja og Tara. Den sydlige del af oblasten består overvejende af græssletter, som gradvist overgår til skovklædte sletter, skove og længst mod nord, sumpet taiga skov. De mest frugtbare jorder ligger Irtysj-floddalen, områderne langs floden er samtidigt mere træbevoksede og mere bakket end resten af oblast. Der findes talrige søer i oblasten, de største er Saltaim, Tenis, Ik, Ebejty, Ulzjaj og Tobol-Kusjly.
Det højeste punkt i oblasten på 150 moh ligger i nær landsbyen Nagornoje, mens det laveste punkt på 41 moh ligger i Irtysj-floddalen nær landsbyen Malaja Bitja.

### Grænser
Omsk Oblast strækker over 600 km fra nord til syd og 300 km fra vest til øst. Oblasten grænser til Kazakstan i syd, Tjumen oblast i vest og nord og øst for oblasten ligger Novosibirsk og Tomsk oblast.

### Klima
Oblasten har et typisk fastlandsklima, med kolde, snevintre og varme, tørre somre. Gennemsnitstemperaturen i januar spænder fra -42 °C til -30 °C. Gennemsnitstemperaturen i juli spænder fra +28 °C til +25 °C, og kan nå op til +35 °C og endda +40 °C. Årlig gennemsnitlige nedbør er 300–400 mm. Solrige dage dominerer.
De sydlige sletter har især længere og varmere somre og kulden og frostgraderne indtræder senere. Sletter i syd er samtidigt betydeligt tørrere end de nordlige skove, og modtager kun et årligt gennemsnitligt nedbør på 250–300 mm. Vintrene på sletterne er dog lige så kolde som i skovene mod nord. Forårsregn er sjælden, og i det sene forår kommer der sjældent frostgrader. Den tidlige del af sommeren er ofte domineret af varme, tørre sydlige vinde.

## Demografi
| Nationalitet    | Folketælling 1989 | %      | Folketælling 2002 | %      | Folketælling 2010 | %      |
| --------------- | ----------------- | ------ | ----------------- | ------ | ----------------- | ------ |
| Russere         | 1.720.387         | 80,32  | 1.735.512         | 83,47  | 1.648.097         | 83,34  |
| Kasakher        | 74.991            | 3,50   | 81.618            | 3,93   | 78.303            | 3,96   |
| Ukrainere       | 104.830           | 4,89   | 77.884            | 3,75   | 51.841            | 2,62   |
| Tyskere         | 134.199           | 6,27   | 76.334            | 3,67   | 50.055            | 2,53   |
| Tatarer         | 49.784            | 2,32   | 47.796            | 2,30   | 41.870            | 2,12   |
| Armeniere       | 2.175             | 0,10   | 6.644             | 0,32   | 7.300             | 0,37   |
| Hviderussere    | 10.964            | 0,51   | 9.075             | 0,44   | 6.051             | 0,31   |
| Aserbajdsjanere | 2.023             | 0,09   | 4.260             | 0,20   | 4.230             | 0,21   |
| Tjuvasjere      | 5.683             | 0,27   | 4.191             | 0,20   | 3.065             | 0,15   |
| Usbekere        | 1.250             | 0,06   | 1.244             | 0,06   | 2.810             | 0,14   |
| Jøder           | 5.428             | 0,25   | 2.393             | 0,12   | 1.652             | 0,08   |
| i alt           | 2.141.909         | 100,00 | 2.079.220         | 100,00 | 1.977.665         | 100,00 |

Bemærkning: Andele i forhold til det samlede antal indbyggere, det vil sige medregnet dem, som ikke har angivet nogen nationalitet (i 2002 3.356 personer, i 2010 57.518 personer)